# Настольная игра

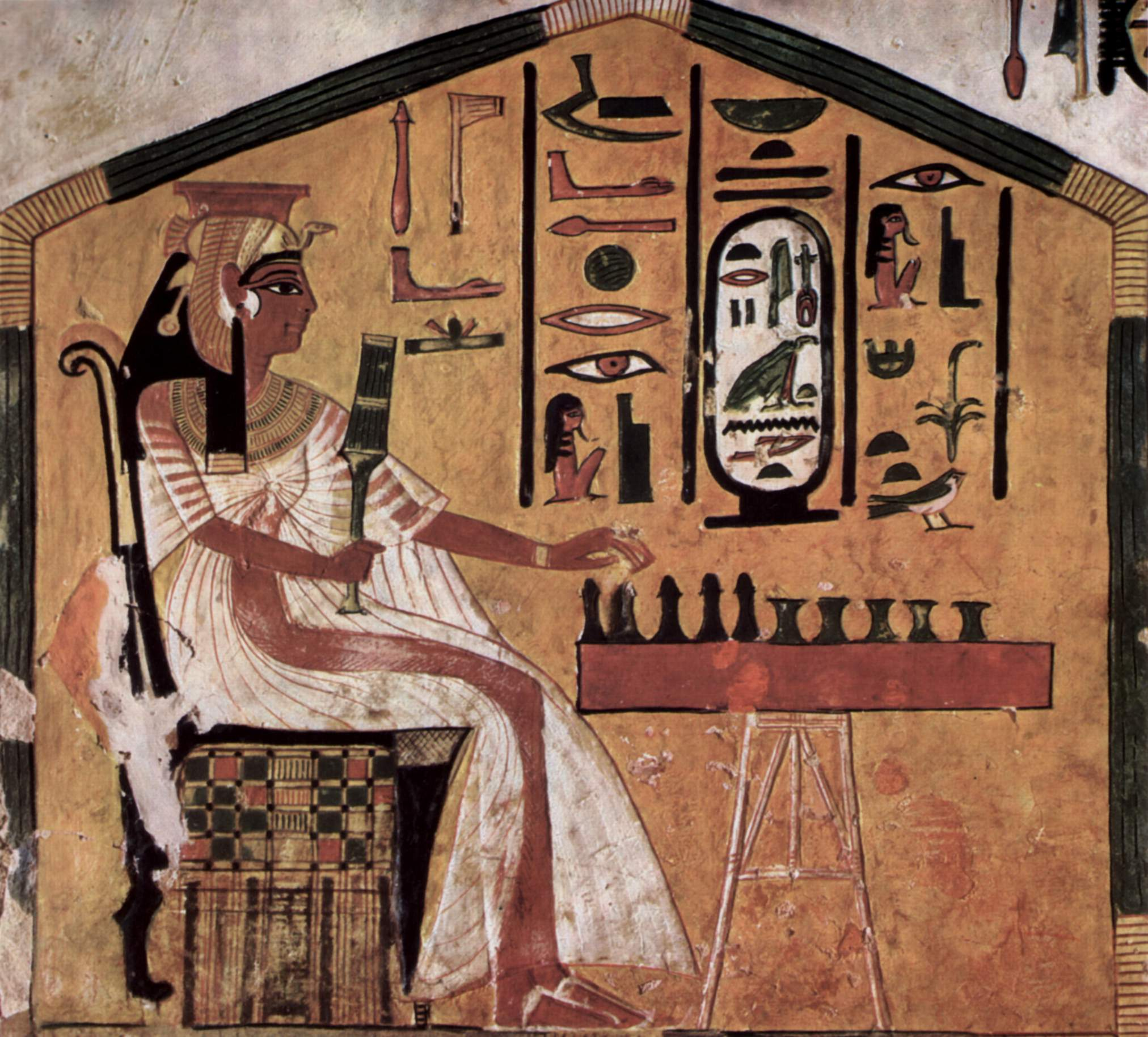
Египетская фреска, изображающая игру в сенет — самую старую из известных настольных игр.

Насто́льная игра́ — игра, основанная на манипуляции относительно небольшим набором предметов (инвентарём), которые могут целиком разместиться на столе или в руках играющих. 
Выделяют игры со специальным полем, карточные игры, кости, солдатики и другие. Игры данной категории, в отличие от спортивных (например городки и так далее) и видеоигр, не требуют активного перемещения игроков, наличия дополнительного технически сложного инвентаря или специальных сооружений (например кегельбан и так далее), игровых площадок, полей.

## История
История настольных игр насчитывает не менее 5500 лет. В современных исследованиях высказывается мнение, что история этих игр была общей. Так, Дэвид Парлетт, автор «Оксфордской истории настольных игр», считает, что все, даже самые современные настольные игры имеют древнейшие прототипы и, следовательно, общие корни. Происхождение наиболее древних известных сегодня настольных игр прослеживается из «плодородного полумесяца», Китая и Индии.

### Древнейшие настольные игры

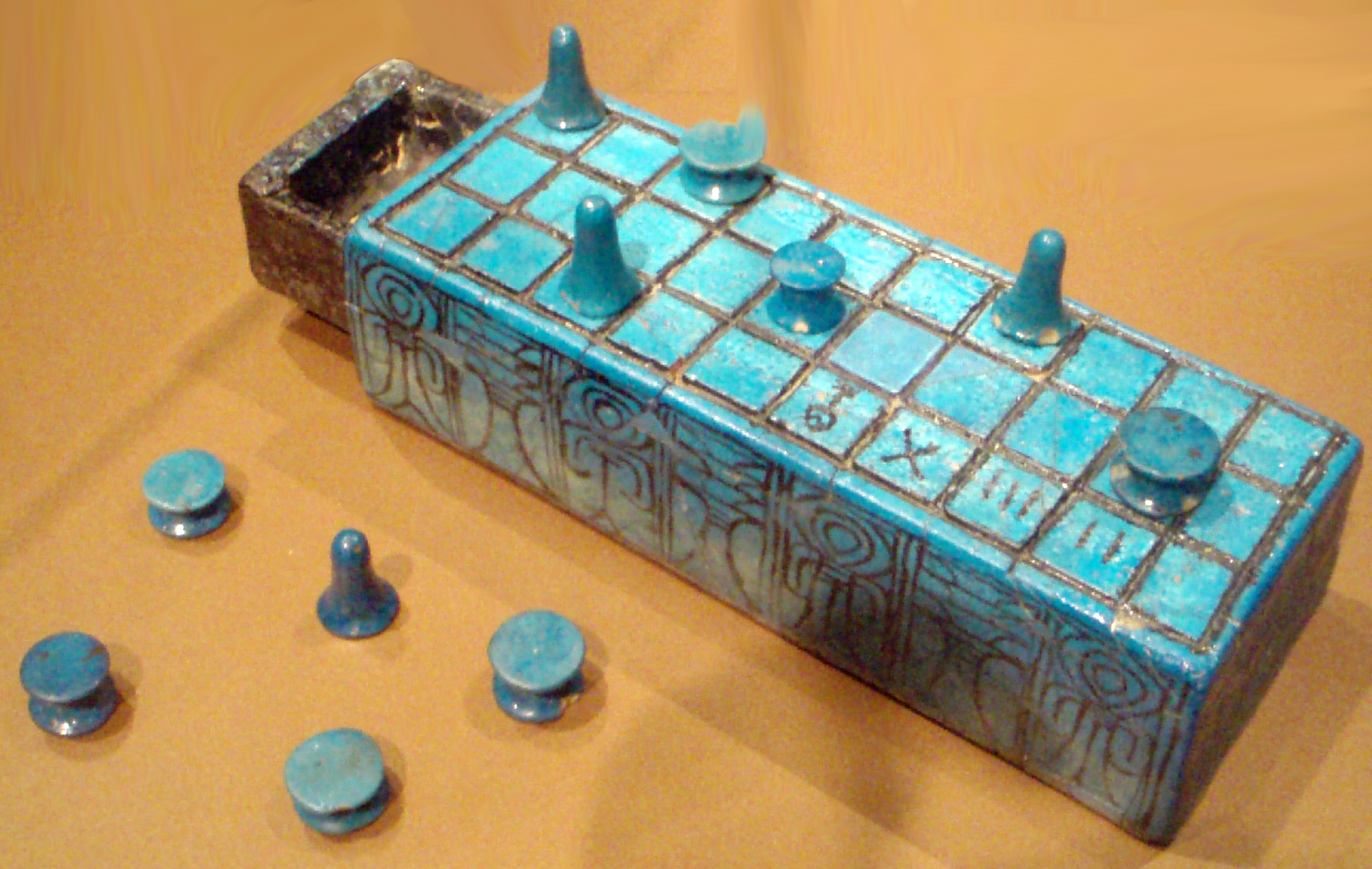
Набор для сенета из гробницы Аменхотепа III

По всей видимости, одной из древнейших настольных игр были различные варианты игры в кости. Во всяком случае, игральные кубики, выточенные из камня или из кости, неотличимые от сегодняшних игральных костей, находили уже в раскопах пятитысячелетней давности. Среди археологических находок попадались и ранние, примитивные варианты игральных костей — не вполне правильной формы, а иногда даже цельные мелкие камешки или кости, на сторонах которых резьбой или краской указаны очки. Кости до наших дней продолжают существовать как отдельная азартная игра, но их основное применение — в качестве вспомогательного элемента множества настольных игр, для моделирования элемента случайности.

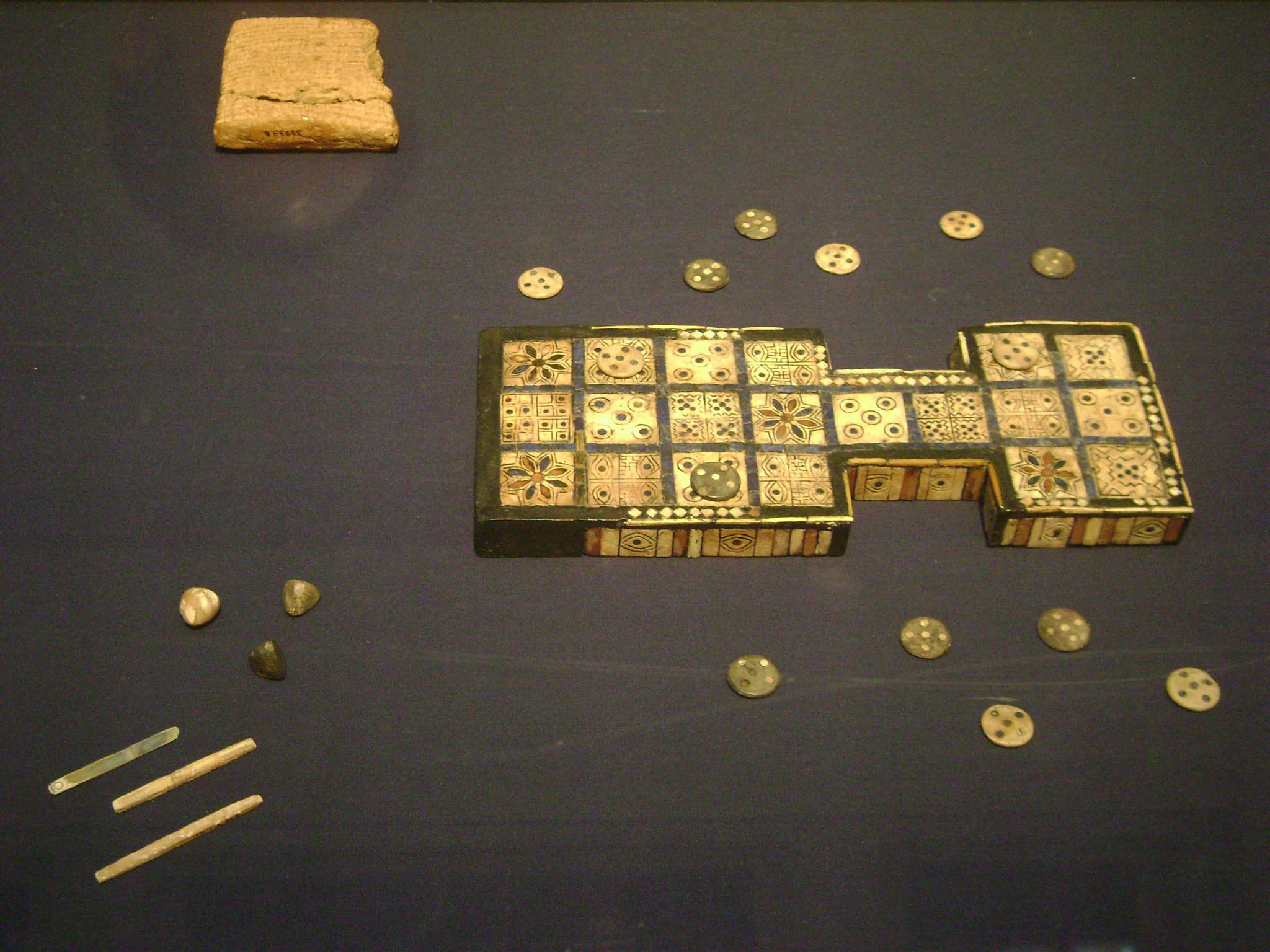
Царская игра Ура, Британский музей

Другой, несколько менее популярный, но появившийся в те же времена вариант игральных костей — плоские деревянные палочки, которые с одной из сторон окрашивались и/или снабжались резным узором. Как и игральные кости, при игре палочки брали в ладонь и бросали на стол. Подсчитывали число палочек, упавших окрашенной стороной вверх. Таким образом можно было получить случайное число очков от нуля до любого нужного максимума (определявшегося количеством палочек).
Из известных, но не доживших до нашего времени настольных игр древнейшей, видимо, является сенет, имевший хождение в Древнем Египте в IV тысячелетии до нашей эры. О сенете узнали в XIX веке по рисункам в гробницах египетских фараонов. Из-за недостатка информации, а также характерной для Египта «плоской» рисовки, создававшей неверное представление об истинном облике игры, некоторые исследователи идентифицировали найденную игру как шахматы, опрометчиво заключив, что именно Египет является их родиной, но очень скоро это заблуждение было опровергнуто. Правила сенета неизвестны в точности. Предполагается, что это была игра шашечного типа; варианты правил, которыми сопровождаются выпускаемые сейчас игровые комплекты, являются современной реконструкцией.
В III тысячелетии до нашей эры на Ближнем Востоке были созданы нарды — игра шашечного типа, сохранившаяся до сих пор, хотя и в несколько изменённом виде. К тому же периоду относится «Королевская игра Ур», названная так по имени города Ур, в одной из гробниц которого игра была обнаружена археологами. Эта игра оспаривает у нард звание «самой долгоживущей настольной игры» после того, как студент Ирвинг Финкель обнаружил свидетельства того, что та же игра, практически в неизменном виде, до сих пор в ходу в Индии.

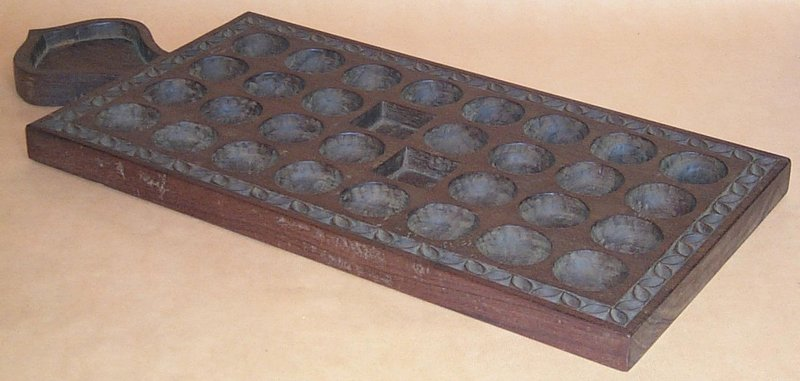
Доска для бао — одной из игр семейства манкала

Во II тысячелетии до нашей эры в Древнем Китае появились оригинальные настольные игры, из которых одни прочно забыты, а в другие продолжают играть и сегодня. К первым относится любо — загадочная игра, известная лишь по нескольким археологическим находкам и единичным упоминаниям в исторических документах. Согласно имеющимся реконструкциям, она объединяла азартную игру с гадательными практиками, что делает её уникальной. Гораздо более известны сохранившиеся по сей день в практически неизменном виде го и го-моку — игры шашечного типа, в которых фишки не передвигаются по доске, а лишь выставляются и убираются с неё. Известно также тибетское го, но до сих пор нет ясности — было ли оно предшественником го, или его местным вариантом.
Очень мало сведений о происхождении семейства игр манкала (игра в зёрна). По разным предположениям, эти игры появились от трёх тысяч до тысячи лет назад, их различные варианты до сих пор в ходу в Африке, на Ближнем и Среднем Востоке и даже в Южной и Центральной Америке. В частности, к этому семейству относятся игры калах, вари, тогуз коргоол, чонгкак. Механизм всех этих игр заключается в перемещении «зёрен» между лунками, расположенными на игровом поле в несколько рядов, с целью захвата всех зёрен противника либо лишения его возможности хода.
К I тысячелетию до нашей эры относятся и самые старые известные настольные игры шашечного типа в Европе — древнегреческая петтейя (petteia, pessoí, psêphoi, или pente grammaí) и древнеримская латрункули (latrunculi).

### Ближний Восток и Южная Азия

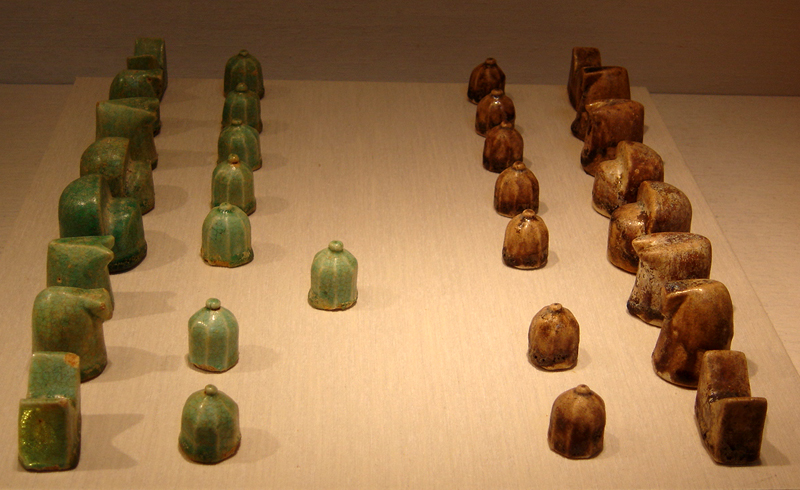
Шатрандж, персидский набор XII века с фигурками из фарфора

В Индии и на Ближнем Востоке было создано немало настольных игр, ставших основой для многочисленных подражаний и аналогов в мире. Так, в конце I тысячелетия до нашей эры в Индии появились костяшки домино — плоские таблички, каждая из которых содержала изображения двух сторон игральных кубиков. Костяшки домино изготавливались из слоновой кости, вставки делались из чёрного дерева.
Из менее известных игр можно назвать, например, чаупар — распространенную в Индии игру шашечного типа на клетчатой доске крестообразной формы. В качестве игральных фишек использовались раковины каури. Модификация этой игры под названием Пачиси и сейчас популярна в Испании, была она ранее известна и в России, под названием «Не злись, дружок».
Однако самым известным для этого региона является, конечно, семейство игр — предшественников современных классических шахмат. Начинать родословную шахмат принято с появившейся около V века в Индии чатуранги — первой достаточно достоверно известной игры шахматного типа. Долгое время была распространена гипотеза, что первичной формой шахмат была чатуранга для четырёх игроков, игравшаяся с применением игральных костей. Сейчас такое представление считается недостаточно обоснованным, а вопрос о том, какая форма шахматной игры появилась раньше, так и остаётся открытым. Тем не менее, уже в следующем веке в документах упоминается явно родственная с чатурангой среднеазиатская игра шатрандж, которая внешне уже не отличалась от современных шахмат — играли один на один, точно такими же наборами фигур на квадратной 64-клеточной доске, отличавшейся от современной шахматной отсутствием двухцветной раскраски полей. Однако ходы большинства фигур были гораздо слабее, из-за чего партии затягивались надолго, а выигрыш достигался не только матом королю противника, но и рядом других способов, так как поставить мат слабыми фигурами шатранджа удавалось далеко не всегда.

### Юго-Восточная Азия

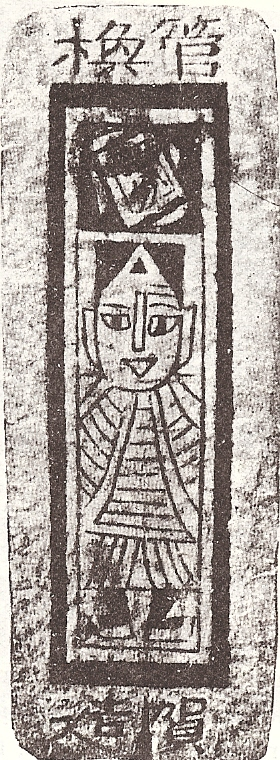
Китайская игральная карта времён династии Мин (ок. 1400 года)

Многие настольные игры этого региона изначально были заимствованы из Индии. Так, в первых веках нашей эры из Индии в Китай были завезены костяшки домино. На их основе в Китае было создано около 50 различных игр, набор костяшек при этом был модифицирован и расширен.

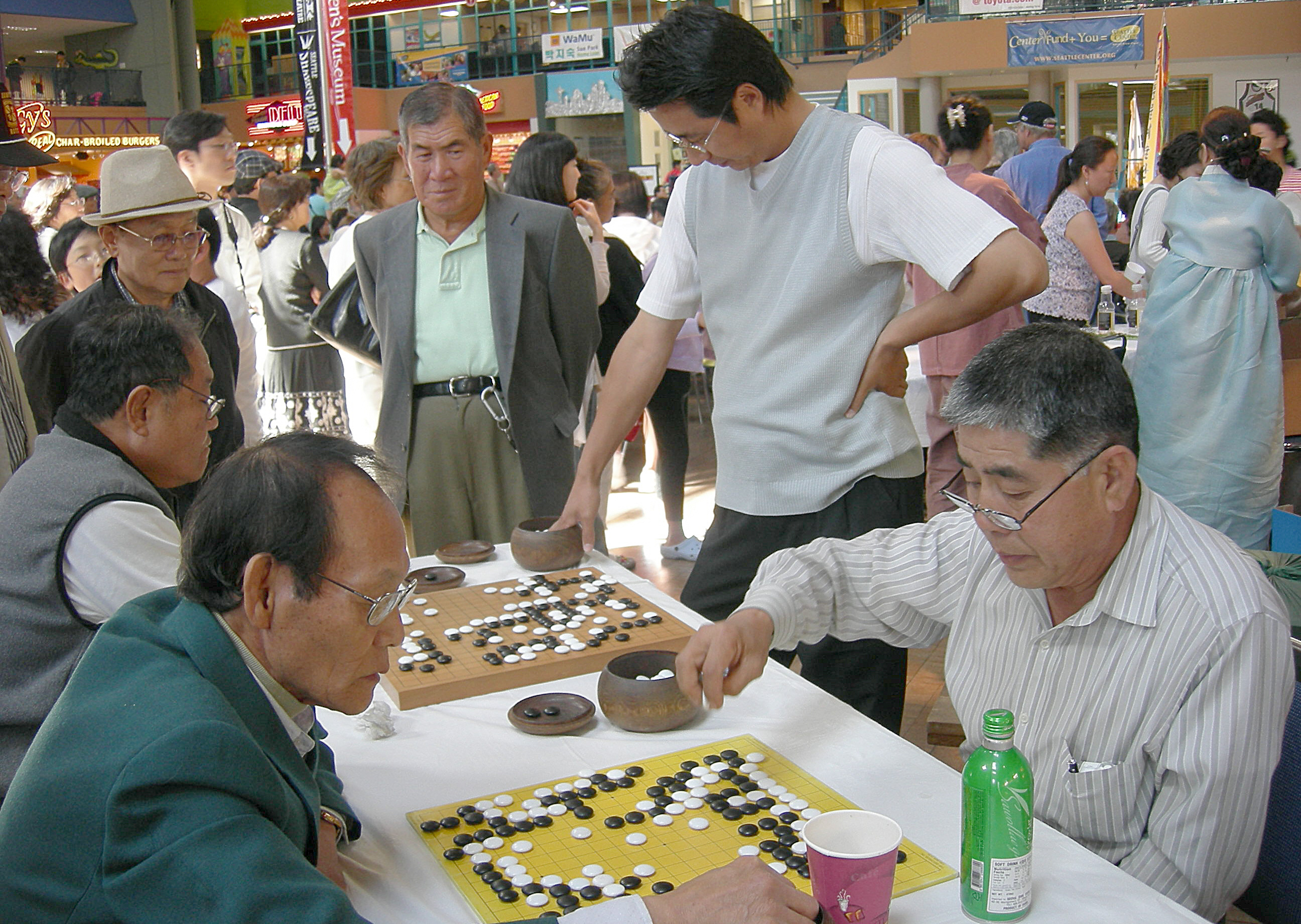
Любители играют в го

Также заимствованная из Индии шахматная игра привела в конце I — начале II тысячелетия к появлению нескольких вариантов южноазиатских шахмат. Среди них китайские сянци, корейские чанги, таиландский макрук. На рубеже I и II тысячелетий в Японии появилась своя версия шахматной игры — сёги. Сначала сёги имели множество вариантов (не менее шести), с различными размерами доски и числом фигур. «Классические» сёги, в которые играют в Японии и сегодня, были зафиксированы императором Го-Нара в XVI веке.
В XII веке в Китае и Корее появились первые игральные карты и, соответственно, игры с картами. Многие из этих игр были развитием ранее существовавших, в которых до появления бумажных карт применялись плоские таблички, фишки, даже морские раковины. Пройдя по маршруту «Китай — Индия — Персия — Египет» игральные карты к XIII—XIV веку попали в Европу, где моментально прижились и стали основой для десятков видов популярных игр.
Шэнгуаьту считается одной из старинных игр Китая, ей более 1000 лет. В наши дни считается забытой в Китае, так как после свержения монархического строя в нее практически перестали играть. Правилами своими игра похожа на «Монополию». Игроки поочередно бросают кости, выпавшее число решает идти игроку вперед или отступать назад. Победит тот, кто первым достигнет центра, позиции Тайши.

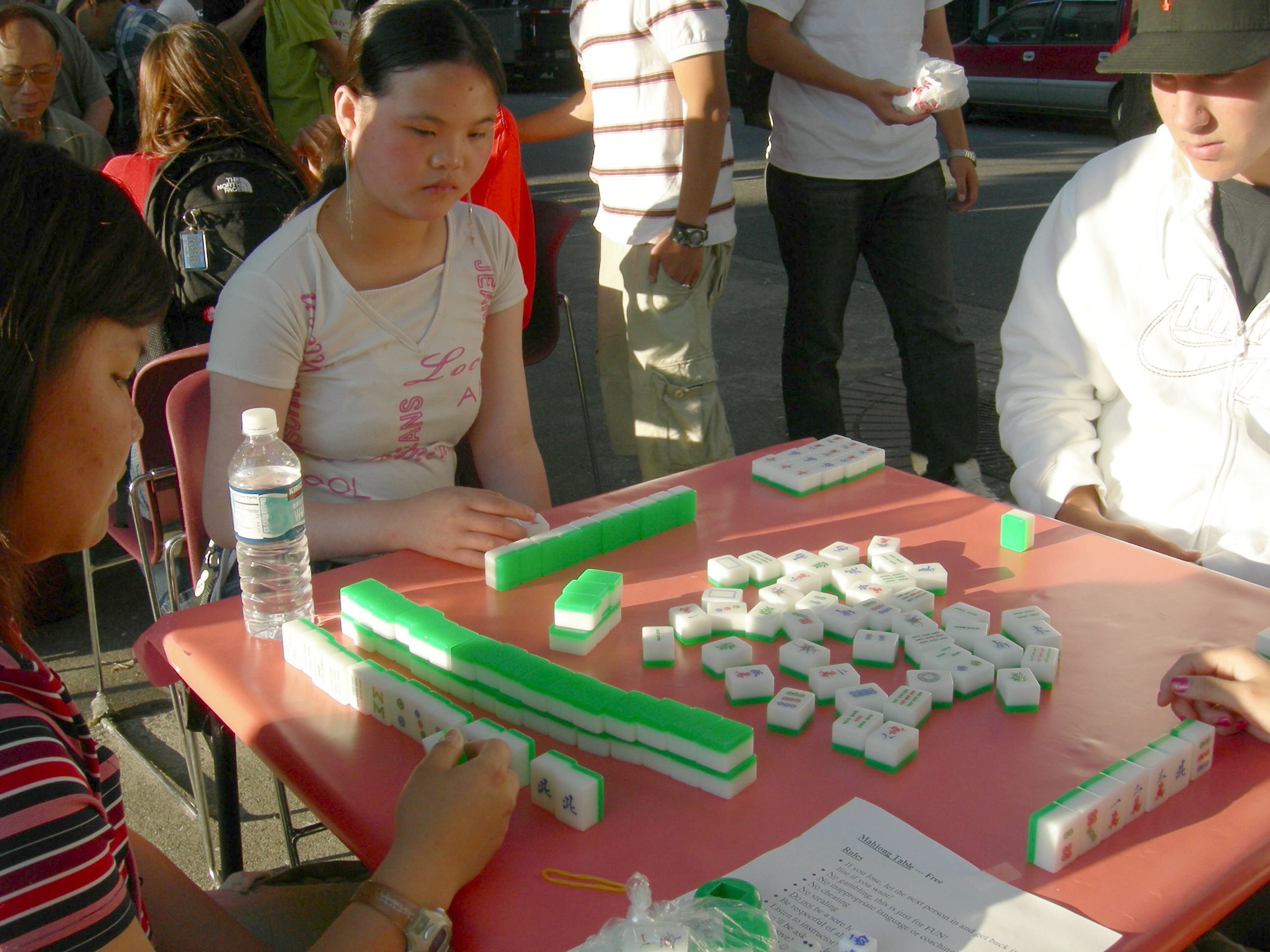
Маджонг: партия близка к завершению

Ещё в VII веке в Японию из Китая была завезена древняя шашечная игра, получившая в японском языке название го-моку (или гомокунарабэ), что переводится как «пять в ряд». Игра прижилась в Японии, но до XIX века считалась лишь развлечением. В XIX веке интерес к игре возрос, стала развиваться теория, вскоре показав, что классические правила игры несимметричны — ходящий первым имеет преимущество, достаточное для победы. Не пожелав отказываться от игры, японцы модифицировали правила, чтобы добиться равенства игроков. В 1899 году игра получила название рэндзю; её правила были окончательно зафиксированы в 1936 году. Последующие исследования показали, что и доработанные правила не обеспечивают равенства игроков, и модификации были продолжены. В результате на сегодня существует более десятка вариантов рэндзю и го-моку, по-разному решающих эту проблему.
Одной из самых молодых южноазиатских настольных игр является маджонг. Он появился в Китае около 1870 года, в первые десятилетия был распространён только в ограниченной части центрального Китая. Но затем популярность игры резко пошла вверх, и к 1920 году маджонг уже считался национальной китайской игрой, был известен в Японии, Корее, других странах Юго-Восточной Азии.

### Доколумбова Америка
Достаточно много известно о настольных играх южноамериканских индейцев, прежде всего инков и майя. Среди них многочисленные игры с использованием игральных костей (по всей видимости, изобретённых индейцами независимо), таких как аланкола, пичка, вайру, таканако и другие, а также стратегические игры без элемента случайности: таптана и пума у инков, бул — у майя. В отличие от европейских/азиатских аналогов, темой большинства этих игр была не война, а охота.
Менее известны настольные игры североамериканских индейцев. Можно даже встретить утверждения, что в культуре племён Северной Америки настольные игры вообще отсутствуют. Тем не менее, Стюарт Кулин в своём исследовании приводит сведения о целом ряде оригинальных настольных игр. Это игра шашечного типа «Охота», «Змей и камни», в которой разыгрывается битва между двумя сторонами на спине гигантского змея Зуми, традиционная игра племени Кайова «Перепрыгни ручей». Некоторые индейские игры были явно переняты индейцами у европейцев. Кулин приводит в качестве таковых игру «Квадрат», а также индейскую версию известной европейской игры «Лиса и гуси».

### Европа и Америка

#### До X века
В Европе до второй половины I тысячелетия нашей эры были распространены кости и несколько игр шашечного типа, о которых очень мало достоверных сведений.

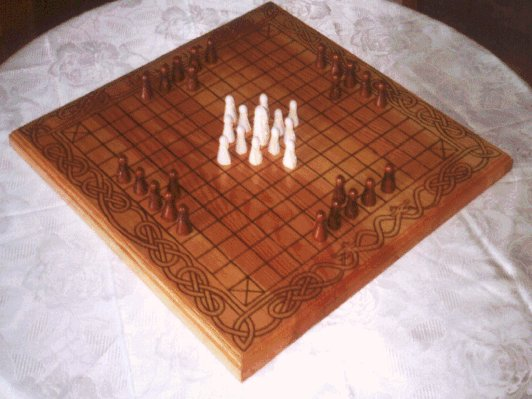
Одна из разновидностей хнефатафла

Единственной относительно достоверно известной оригинальной игрой того времени можно считать скандинавский хнефатафл — игру шашечного типа на прямоугольном клетчатом поле. Точнее, это был целый ряд близких по механизму игр, так называемое «семейство шашек тафл». Шашки тафл, в отличие от среднеазиатских шашечных игр, были несимметричными: на центральном квадрате поля («троне») помещался белый «король», окружённый белыми «телохранителями», а по краям доски, с четырёх сторон — отряды чёрных солдат противника, по численности вдвое превышающие телохранителей. Цель игры за белых — спасти короля, то есть довести его невредимым до края (в других вариантах — до углового поля) доски. Цель игры за чёрных — захватить короля. Телохранители и солдаты ходили по вертикалям и горизонталям на любое расстояние (в некоторых вариантах — с ограничением расстояния).
Хнефатафл был известен уже в III веке нашей эры, в Скандинавии игра была широко распространена, умение хорошо играть в неё было почётно. Викинги завезли его в Гренландию, Исландию, Уэльс, Британию и Киевскую Русь, он упоминается в сагах и сказаниях. Не достоверно, но вполне вероятно, что «тавлеи богатырские» или «тавлеи немецкие», упоминающиеся в русских документах того времени — это русское название хнефатафла. Фишки для Хнефатафла археологи находили в Киеве, Чернигове, Пскове, Новгороде. В X—XI веках, с появлением шахмат, хнефатафл был прочно забыт. В XVIII веке Карл Линней, будучи в экспедиции в Лапландии, описал местную игру «таблут», и лишь в XX веке Гарольд Мюррей, сопоставив записи Линнея с более поздними археологическими материалами и документами, пришёл к выводу, что таблут — это единственная сохранившаяся игра семейства тафл.

#### X—XV века

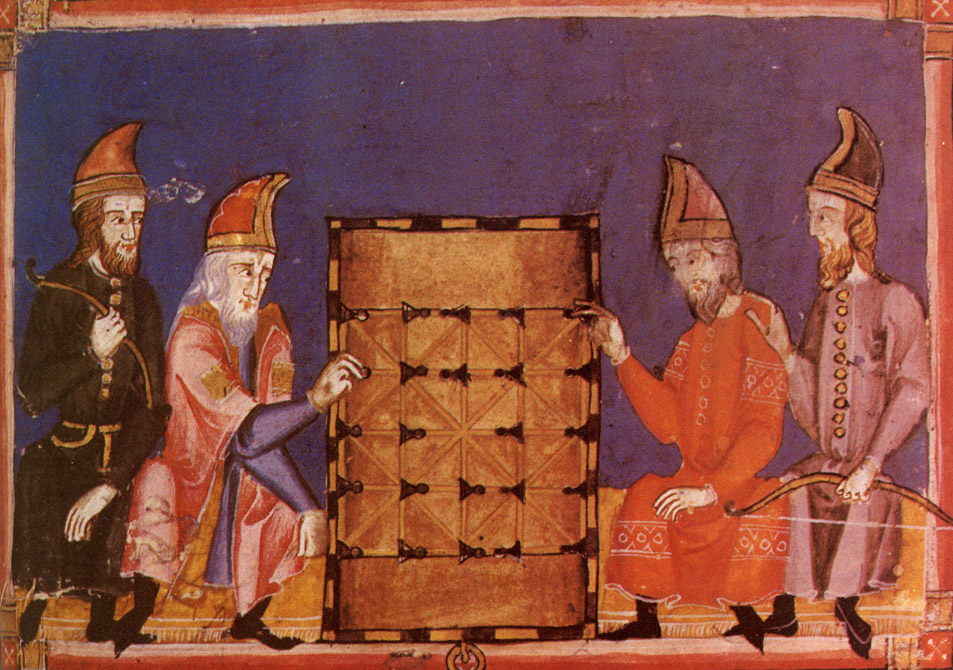
Игра в алькерк — иллюстрация из Libro de los juegos («Книги об играх»), 1283 год

Около X века в Европу из Египта и Средней Азии проник шатрандж (см. выше). В течение следующего века он подвергся активному преобразованию: были радикально усилены ходы ряда фигур, что полностью изменило баланс сил на доске. Около XI века шахматная доска, которая у арабов и персов была одноцветной, стала чёрно-белой, с полями, раскрашенными «в шахматном порядке». Точная причина такой модификации неизвестна. По одному из предположений, она связана с удобством указания полей: современной нотации ещё не придумали, и расцветка полей позволяла описывать ходы фразами типа «пойти конём на белое поле справа от чёрного слона». По другому, раскраска вызвана изменением ходов слонов и ферзей: на раскрашенной доске лучше видны длинные диагональные ходы и можно сразу увидеть, доступно ли поле слону, стоящему в другой части доски (так как слоны могут ходить только по полям одного цвета). К XII веку в целом сложились европейские классические шахматы, распространившиеся по всей Европе. Шахматные правила продолжали изменяться, и только к XV веку приняли современный вид. Впоследствии в правила вносились лишь мелкие косметические изменения.
Одновременно с шатранджем в Европу пришёл и алькерк («мельница») — игра шашечного типа, считающаяся одним из прообразов современных шашек. Благодаря распространённости шатранджа, многие европейские шашечные игры, ранее игравшиеся на собственных досках различных размеров и конфигурации, также стали играться на стандартной шахматной доске 8x8 клеток. Азиатский принцип «взятия прыжком» (перескакиванием своей шашкой через шашку противника), вытеснил более распространённое в Европе «шахматное» взятие, когда шашка становилась на место сбитой шашки противника. К XII веку сформировался известный сейчас комплект для шашечной игры и выделились несколько вариантов европейских шашек, в том числе русские, английские и другие. Шашки в Европе распространялись медленно, до XVI века они были известны только в Англии, Франции и, возможно, Испании.
В XIII—XIV веках в Европу проникли из Египта карты и карточные игры. Исследователи до сих пор спорят о преемственности различных карточных колод по отношению к тем или иным историческим колодам. К этому же периоду относятся и первые сохранившиеся указы европейских светских правителей и духовных лидеров, запрещающие настольные игры: кости, карты, шахматы. Как ни странно, шашки выпадают из этого ряда, их в Европе никто никогда не запрещал. Тогда же в Европу пришли нарды, правила которых соответствовали современным «длинным нардам».

#### XVI—XIX века

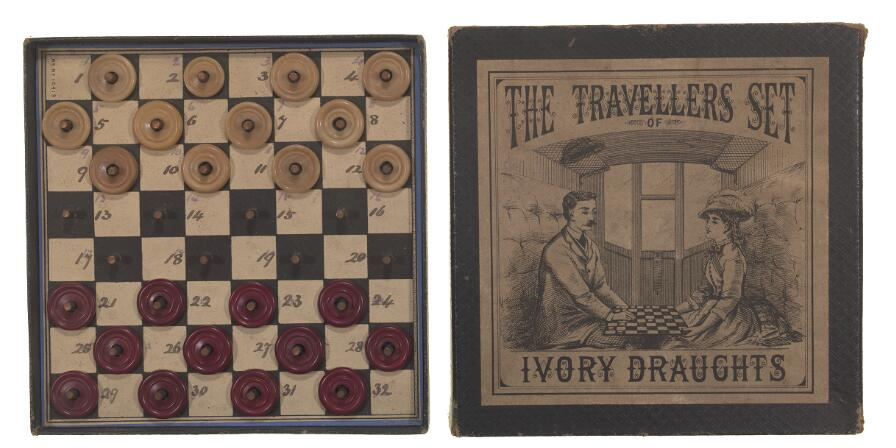
Шашки, дорожный набор XIX века

В этот период большинство известных «старых» настольных игр приобрели тот вид, в котором они знакомы нам сегодня. К XV веку была завершена эволюция шахматных правил. В начале XVII века появилась алгебраическая шахматная нотация, к концу XVIII века приобретшая современный вид. В XIX веке стали проводиться международные турниры, что потребовало окончательной стандартизации правил (мелкие отличия в которых ещё сохранялись) и превратило шахматы из развлечения в вид спорта. Появился и официальный титул «чемпион мира по шахматам».

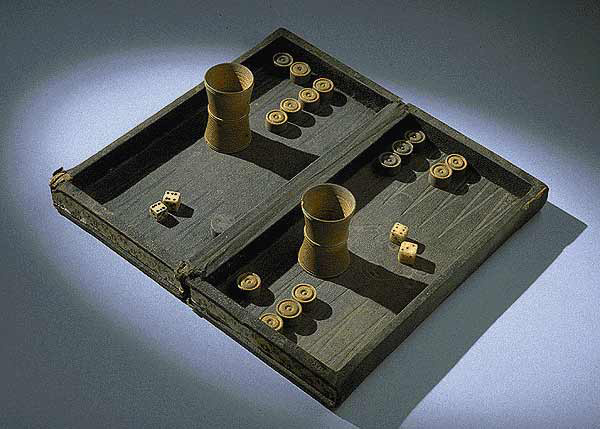
Короткие нарды. Игровой набор времён гражданской войны в США

В XVI веке сформировались современные шашки. Последнее кардинальное изменение в механизм игры было внесено в 1535 году: игрок, имеющий возможность на своём ходе произвести взятие шашки (шашек) противника, обязан выполнить это взятие и не может вместо него сделать другой («тихий») ход. В результате появилась «обратная» игра — поддавки, где побеждал тот, кто вынудил противника уничтожить все свои шашки. Популярность шашек резко увеличилась, в них стали играть в Европе повсеместно, но практически в каждой стране бытовали собственные особенности правил, что мешало проведению международных соревнований. В 1723 году английский шашист польского происхождения, оставшийся в истории под прозвищем Поляк, предложил увеличить шашечную доску до 100 клеток (10x10) и немного изменить правила игры — появились стоклеточные (польские) шашки. Широкое распространение и отсутствие расхождений в правилах игры сделало этот вариант шашек международным. В 1894 году состоялся первый чемпионат мира по шашкам.
В 1743 году англичанином Эдмондом Хойлом (Edmond Hoyle) были доработаны правила игры в нарды. Традиционная игра, известная сейчас как «длинные нарды», запрещала вступать своей шашкой на поле, занятое чужой. Хойл предложил разрешить «взятие» одинокой шашки соперника при ходе на её поле; сбитая шашка должна была начать путь с начала. Так появились распространённые сейчас «короткие нарды» (backgammon).

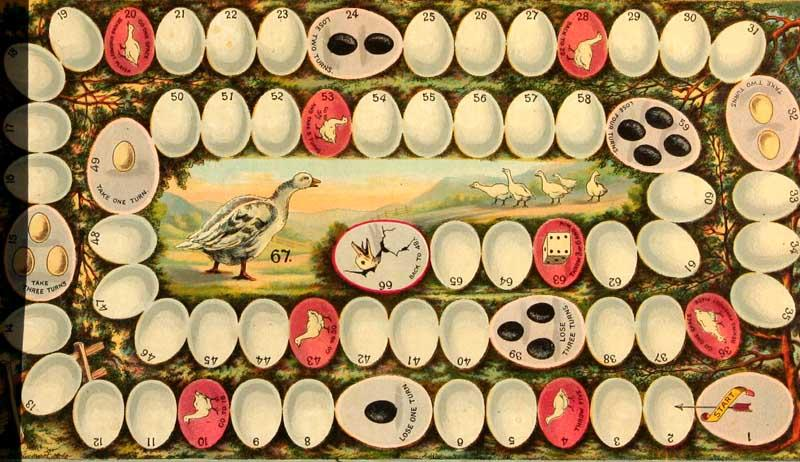
Поле для игры «Гусёк»: нужно пройти путь от первого до 67 пункта

Большое развитие получили карточные игры, общее число которых достигло нескольких сотен. Менялись и сами игральные карты. Почти сразу после появления карт в Европе возникла манера изображать валетов, дам и королей в виде легендарных героев (например, короля бубен — в виде Юлия Цезаря, а короля треф — как Александра Македонского). С XVII века рубашка карт стала печататься в виде мелкого рисунка, чтобы затруднить шулерам нанесение знаков. В начале XVIII века в Италии появились первые «двухголовые» карты, у которых лицевая сторона разделена пополам и нижняя половина повторяет перевёрнутую верхнюю. К XIX веку карты окончательно приобрели современный вид. Выделилось несколько широко распространённых вариантов дизайна карт (рисунков «картинок» и символов мастей), из которых наибольшее распространение получила так называемая «французская колода» из 54 карт (четыре масти, в каждой девять числовых карт, от «двойки» до «десятки», валет, дама, король и туз, и два джокера). В карты играли повсеместно, несмотря на многочисленные запреты. В России карты и карточные игры появились в XVII веке, завезённые из Западной Европы. В царствование Михаила Фёдоровича игра в карты была официально запрещена, но запрет не соблюдался. Впоследствии карты стали обычным развлечением для всех слоёв общества.

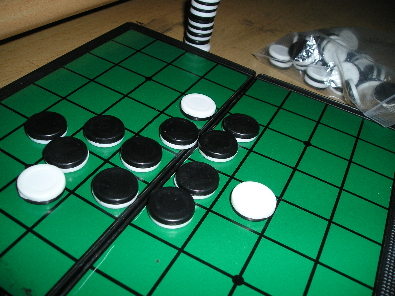
Реверси (Отелло)

В XVIII—XIX веке широкое распространение в Европе получили картонажные настольные игры, в которые играли, передвигая фишки по полю, оформленному в соответствии с темой игры (схема местности, путь между географическими пунктами, набор ситуаций и т. п.). Поле печаталось типографским способом на картоне. При огромном разнообразии оформления и деталей правил большинство из них были вариациями всего на несколько тем: лото, где от игроков требовалось расставлять фишки по карточкам с изображениями, «гусёк», где нужно было раньше соперников пройти путь на карте своей фишкой, делая ходы в соответствии с очками, выпавшими на игральных костях, «сражение», где два игрока, управляя каждый своим набором фишек, разыгрывали сухопутный или морской бой. Распространённой разновидностью последней категории были различные варианты игры «осада крепости», где один играл за защитников крепости, другой — за осаждающих. Фишки в таких играх представляли различные боевые единицы с разными правилами ходов и боевыми возможностями. Иногда вместо типовых фишек для игры использовались фигуры из картона («солдаты», «пушки» и пр.), которые нужно было предварительно вырезать и собрать. В России в XIX веке такие игры делались по тематике известных битв прошедших войн, соответственно оформлялось игровое поле. Они были популярны и считались средством патриотического воспитания молодёжи. Так, известны игры «штурм Измаила» и «отступление Наполеона из Москвы».
Принципиально новых абстрактных игр, ставших достаточно популярными и сохранившихся надолго, появлялось очень немного. В 1883 году в Великобритании появилась шашечная игра реверси. Она имела оригинальный механизмом взятия: непрерывный ряд шашек противника по диагонали, вертикали или горизонтали переходит к игроку, если тот поместит с двух сторон этого ряда по своей шашке. Автором этой идеи был Джон Моллет, предложивший для своей «игры в захват» крестообразное поле, но распространение получил вариант Льюиса Уотермана, с квадратным полем 8×8, под именем «реверси». До конца XIX века игра оставалась популярной, но потом была забыта.
Продолжалось заимствование с Востока, так, в XVIII веке в Италию была ввезена из Азии игра домино. Во второй половине XIX века активизация контактов европейских государств со странами Юго-Восточной Азии, прежде всего Китаем и Японией, способствовала проникновению на Запад традиционных игр этого региона: го, рэндзю и гомоку. Впрочем, широкой популярности ни в США, ни в Европе эти игры не достигли.

#### XX век

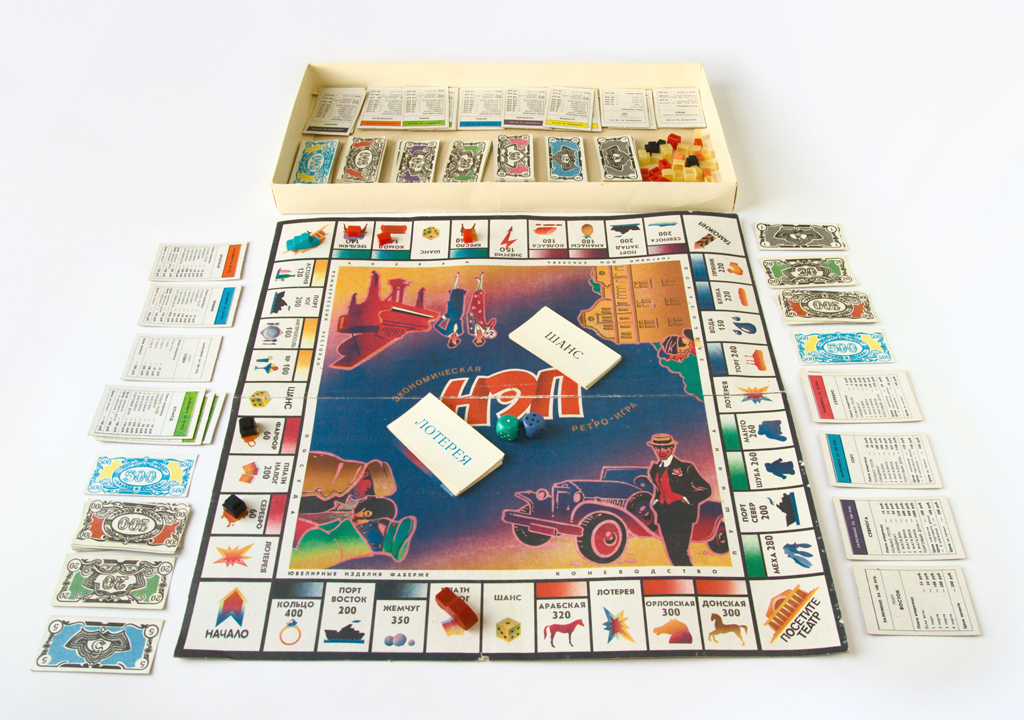
НЭП — российский вариант монополии

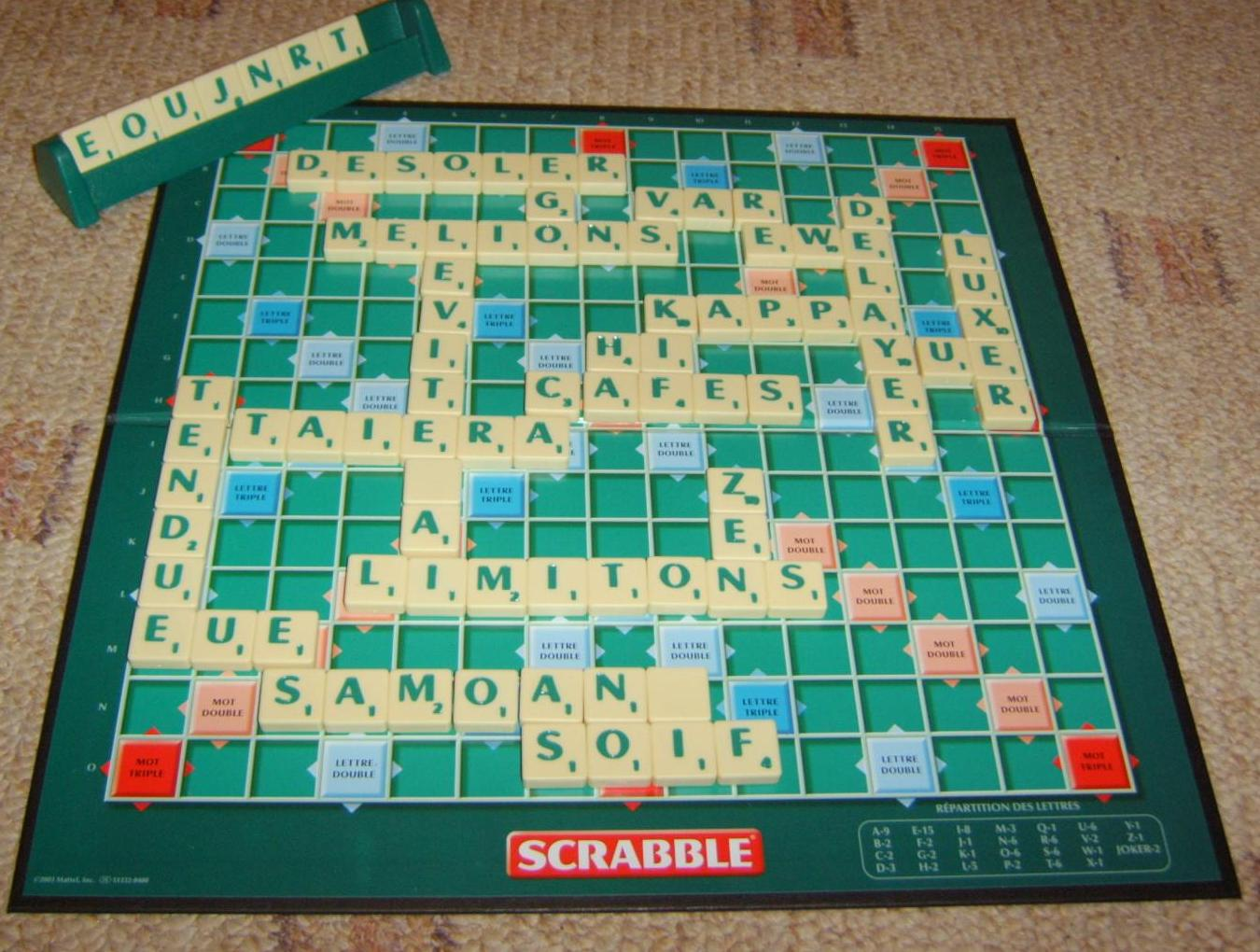
Скрэббл: игровое поле в конце игры

В 1920-е годы в США, а затем и в Европе стал популярным маджонг, завезённый из Китая Джозефом П. Бабкоком. Бабкок зарегистрировал название «Ма-Джонг», изобрёл адаптированный комплект для игры, в котором на костях, помимо иероглифов, были нанесены обозначения цифрами и латинскими буквами. Он же издал свод правил на английском языке и торговал игровыми комплектами. На короткое время маджонг приобрёл огромную популярность в США, пик которой пришёлся на 1923 год: повсюду образовывались маджонг-клубы, фабрики по производству комплектов работали круглосуточно, чтобы удовлетворить спрос. На этой волне игровые комплекты начали продавать многие производители, давая игре изменённые названия и модифицируя правила, чтобы обойти исключительные права Бабкока. Тогда же маджонг стал известен в Западной Европе, где ранее его практически не знали. Волна увлечения маджонгом в США быстро спала, что связывают как с отсутствием единого общепринятого набора правил, так и с тем, что в результате многочисленных непродуманных нововведений игра потеряла стратегическую глубину, а выигрыш стал почти полностью определяться везением. Тем не менее, в 1935 году в США была создана «Национальная Лига Маджонга».
В первой половине XX века появилась настольная игра монополия, созданная американцем Чарльзом Дэрроу в 1934 году, и ставшая первой (по крайней мере, первой широко распространённой) настольной игрой в жанре экономической стратегии. В ней игроки, получив в начале игры некоторый стартовый капитал, поочерёдно делают ходы, руководствуясь выпадающими на игральных костях очками: приобретают и продают активы, помещают деньги в банк, платят и получают платежи и штрафы; побеждает тот, кто добьётся банкротства всех остальных игроков. Игра была отвергнута издательством и начала свой путь с пяти тысяч комплектов, вручную изготовленных автором и его другом, а уже в 1936 году она стала самой продаваемой настольной игрой в США. Монополия популярна по сей день, число играющих в неё в мире оценивается в 500 миллионов человек, по ней проводятся соревнования с крупными призовыми фондами. В России известны адаптации игры под названиями «НЭП», «Менеджер», «Империя», «Бизнесмен».

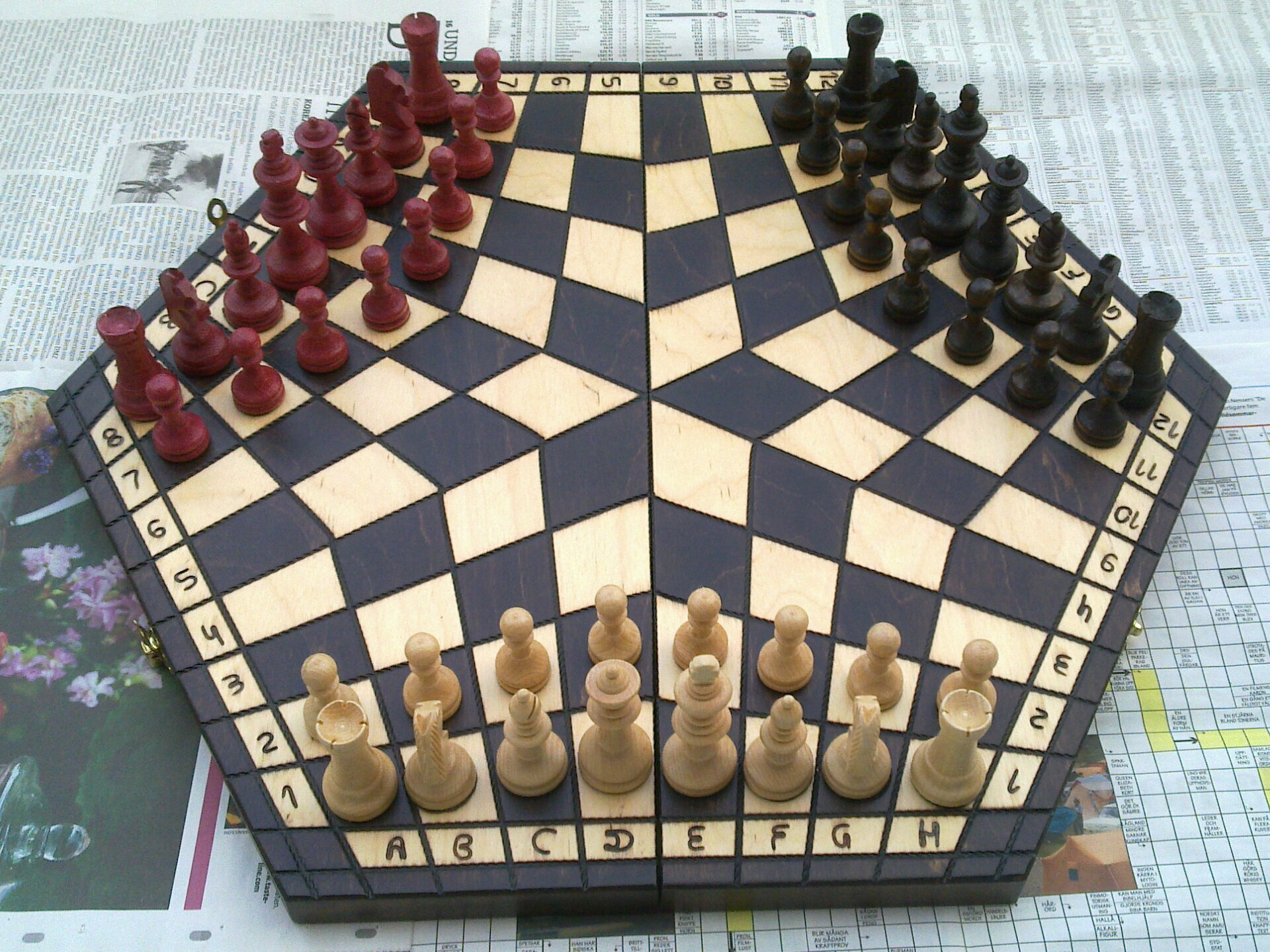
Трёхсторонние шахматы

Ещё одной новой игрой довоенного периода стал появившийся в 1938 году скрэббл Альфреда Баттса (в России она известна также под названием «эрудит»): игроки, получив в начале игры некоторое количество букв, выкладывают на прямоугольном поле слова из этих букв по горизонтали и вертикали так, чтобы новое слово пересекалось с уже выложенными (как в кроссворде). За каждое слово начисляются очки, выигрывает участник, набравший максимум очков. Игра популярна до сих пор, в США и Западной Европе по ней проводятся регулярные чемпионаты.
В 1957 году французским кинорежиссёром Альбертом Ламоросси была разработана игра Риск, изначально выпущенная под названием «La Conquête du Monde» (фр. «Завоевание мира»). Игра ведётся на стилизованной политической карте Земли; участники, которых может быть от двух до шести, с помощью своих армий пытаются захватить чужие территории и удержать свои. Выигрывает тот, кто захватывает все территории на текущей карте. Сражения моделируются с применением игральных кубиков, что создаёт элемент случайности. Классическое издание игрового комплекта вышло в 1959 году и многократно переиздавалось, было предложено множество вариантов правил. Вышло несколько десятков специальных изданий, в том числе посвящённых популярным фильмам. С 1988 года по текущий момент появилось также несколько компьютерных реализаций.

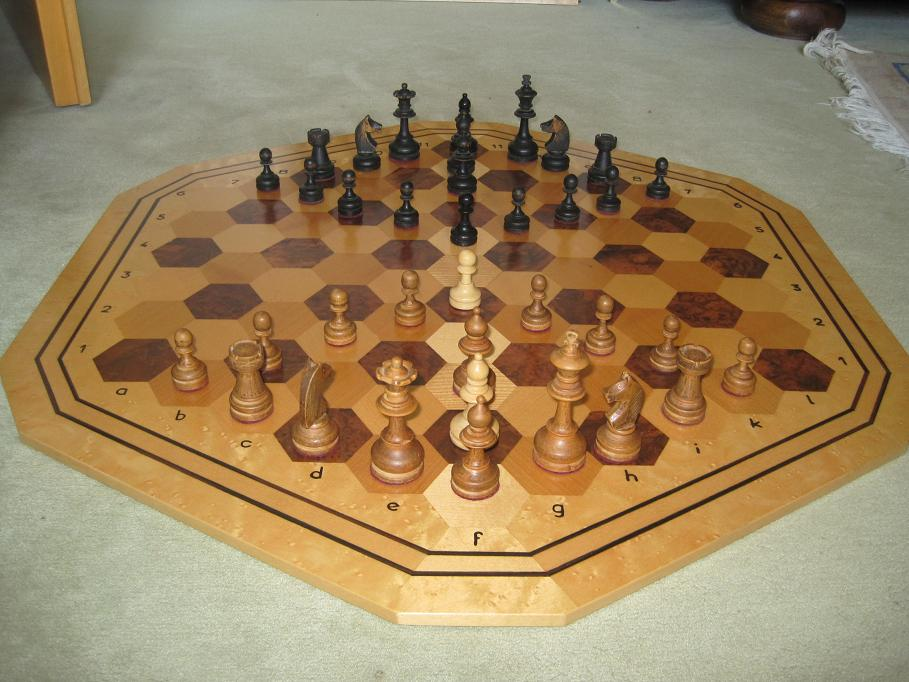
Гексагональные шахматы Глинского

В послевоенные годы продолжилась популяризация в западных странах южно-азиатских игр го и гомоку (рэндзю). Ещё в 1935 году была основана Американская ассоциация го (AGA), а в 1950—1970-е годы любительские ассоциации го и рэндзю появились в большинстве стран Европы. В 1982 году была основана Международная федерация го, а в 1988 — Международная федерация рэндзю.
В 1971 году японец Горо Хасегава узнал о давно забытой игре реверси, заказал разработку игрового комплекта и занялся её распространением под названием «Отелло». За несколько лет возрождённая игра снова завоевала популярность сначала в Японии, а потом и в западных странах: с 1977 года проводятся чемпионаты мира по реверси, выпускаются игровые комплекты.
В течение XX века было сделано множество попыток модифицировать шахматы, от косметических до весьма радикальных. В частности, появилось несколько вариантов гексагональных шахмат — шахмат на шестиугольной доске, состоящей из правильных шестиугольных полей. Наиболее известны разработанные польским инженером Владиславом Глинским гексагональные шахматы Глинского (позднее появились их модификации — шахматы МакКуэя и гексофен) и созданные советским геологом Исааком Шафраном гексагональные шахматы Шафрана; оба варианта разработаны в 1930-х годах и официально зарегистрированы в послевоенные годы. В 1972 году были запатентованы шахматы для троих на шестиугольной доске с полями-четырёхугольниками. Впрочем, несмотря на некоторый устойчивый интерес к новым вариантам шахмат, они не смогли завоевать массовую популярность, не говоря уже о том, чтобы приблизиться к распространённости классических шахмат. В XXI веке существование этих ограниченно известных игр поддерживается за счёт Интернета, который позволяет немногочисленным их любителям из разных уголков мира играть на игровых сайтах и общаться между собой. Из появившихся в XX веке вариантов шахматной игры популярность приобрели, пожалуй, только шахматы Фишера, отличающиеся минимально модифицированными правилами и случайной (с рядом ограничений) начальной расстановкой фигур.

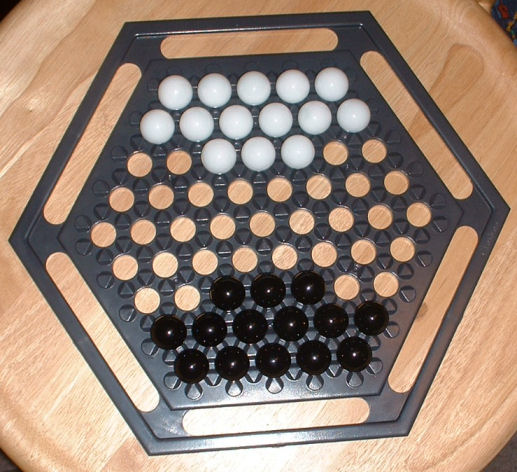
Абалон: игровое поле и начальная расстановка

Из новых абстрактных настольных игр, получивших распространение в XX веке, можно упомянуть созданный в 1988 году французскими разработчиками компьютерных игр Мишелем Лале (Michel Lalet) и Лораном Леви (Laurent Lévi) Абалон (другое название — сумито) — настольную абстрактную стратегическую игру для двух игроков, оригинальную по механизму и исполнению.
Помимо переизданий и модификаций старых игр, в последние десятилетия появилось несколько новых классов настольных игр. Среди них можно выделить, например, настольные ролевые игры, первым коммерческим представителем которых стала изданная в 1974 году игра Dungeons and Dragons. В 1995 году Колонизаторы Клауса Тойбера открыли серию многочисленных игр немецкого стиля. Для этих игр характерны такие черты, как относительная простота правил, сведение к минимуму или даже устранение непосредственной конфронтации игроков, отсутствие выбывания участников по ходу игры, возможность участия одновременно игроков с существенно различным уровнем квалификации. Вследствие этих особенностей они рекламируются как средство для семейного времяпровождения.
В 1993 году появилась игра Magic: The Gathering Ричарда Гарфилда. Она стала первым представителем семейства коллекционных карточных игр, объединивших два ранее независимых хобби: настольные игры и коллекционные карточки. Игры этого типа могут существенно различаться особенностями правил, их общей чертой является то, что игра ведётся с помощью колоды карт, которые приобретаются по отдельности и обладают каждая уникальными игровыми возможностями; игрок практически не может купить все существующие карты, он начинает с базового набора и постепенно докупает новые карты, собирая собственную колоду и используя её в играх с противниками.
Тематика настольных игр существенно расширилась. Появились игры с оригинальным достаточно проработанным сеттингом. Одной из первых таких игр стала вышедшая в 1983 году Talisman: The Magical Quest Game — настольная игра в фэнтезийном сеттинге, прошедшая через несколько переизданий. Множество настольных игр выполняется по сюжетам популярных литературных произведений и, особенно, фильмов. Практически любая комплексная медиафраншиза имеет в своём составе набор настольных игр в соответствующем сеттинге, например, по вселенной «Звёздных Войн» существует несколько сотен настольных игр практически во всех жанрах.
В целом последняя четверть XX века ознаменовалась настоящим бумом настольных игр, который не завершился до сих пор: ежегодно появляются десятки новых наименований, в крупных городах имеются специализированные магазины настольных игр, игровые кафе, клубы. Несмотря на появление и широкую популярность электронных и компьютерных игр, настольные игры сохраняют и даже упрочивают свои позиции.

## Классификация
Возможны различные способы классификации настольных игр.
По типу используемых предметов:
- Карточные игры
- Игральные кости
- Игры миниатюр (англ. Miniature games) — солдатики, «железная дорога».
- Игры с карандашом и бумагой — Крестики-нолики, Морской бой, Точки, Балда.
- Настольные игры с игровым полем — го, шахматы, шашки, нарды, мельница.
- Игры, основанные на узоре и плитках (англ. Tile-based game) — маджонг, домино.
- Ролевые игры — мафия.
- Словесные игры — игра в города, контакт.

В свою очередь игры перечисленных типов могут дальше подразделяться по особенностям оформления и механизма игры. Полной классификации не существует, но обычно в каждом классе имеется несколько широко известных, различающихся по механизму игр, таких, что остальные можно рассматривать как их варианты. Так, например, из игр на специальных досках можно выделить игры шахматного и шашечного типа (первые — с неравноценными фигурами, вторые — с равноценными фигурами), в играх шашечного типа, в свою очередь, можно выделить игры с неподвижными (го, рэндзю) и подвижными шашками, последние делятся на шашечные и нардовые, к которым относятся уже конкретные модификации соответствующих игр: русские, английские, турецкие, международные шашки, длинные и короткие нарды, уголки и многие другие.
По количеству игроков:
- Для одного игрока. Например, карточные пасьянсы, пасьянс маджонг, собирание пазлов.
- Для фиксированного числа игроков. Существует большое количество различных логических и азартных игр, в которые играют два игрока, один против другого (напр, шахматы, шашки, го, нарды). Ряд игр требует строго определённого количества игроков, большего двух. Например, многие карточные игры играются только вчетвером. В домино могут играть от 2 до 4 человек, в маджонг — 4 или 3, в зависимости от выбранного набора правил.
- Для произвольного количества игроков. Это ряд карточных и большинство имитационных игр. Здесь количество игроков может колебаться от двух до некоторого верхнего предела. Обычно для каждой такой игры есть некоторый оптимум количества игроков: при большем или меньшем количестве игра становится менее интересной. В азартных играх число игроков может влиять на соотношение влияния случая и мастерства играющих на исход партии. Так, в преферансе считается, что вариант для трёх игроков более подвержен влиянию случайного фактора, чем исходный, рассчитанный на четверых[16] .

По степени кооперации игроков:
- Каждый за себя. Все остальные участники игры являются соперниками игрока, он выигрывает или проигрывает единолично. См. антагонистическая игра. Примеры: шахматы, преферанс.
- Команда на команду. Игроки изначально сгруппированы в команды, которых может быть две или более. Хотя участвует в игре (то есть принимает решения и делает ходы) каждый из игроков единолично, соперничающими сторонами являются команды; команда выигрывает или проигрывает целиком, как правило, победа или поражение фиксируются либо по первому проигравшему (проиграл один из игроков команды — его команда проиграла), либо по победителю (вышел победителем один из игроков команды — его команда победила), либо по какому-либо единому интегральному показателю (победителем становится команда, игроки которой набрали в сумме больше всего очков). Большое влияние на результат оказывает умение игроков команды действовать совместно, при том, что во многих играх правила запрещают игрокам одной команды общаться и договариваться во время игры, так что для выигрыша им необходимо умение «читать» состояние дел у своих партнёров по ходу игрового процесса. Пример: бридж.
- Коалиционные игры. Игра начинается как «каждый за себя», но по ходу действия игроки могут самостоятельно объединяться в группы (коалиции) и действовать совместно. Коалиция, победившая своих противников, либо объявляется победившей целиком, либо распадается и продолжает игру, в которой игроки могут играть в режиме «каждый за себя» или образовывать новые коалиции. Коалиционные настольные игры крайне редки, так как сложно добиться сбалансированности игрового механизма, чтобы избежать предопределённости результата — заведомого проигрыша меньшей коалиции или одиночки.
- Кооперативные игры: игроки играют на общий результат — вместе выигрывают или проигрывают. Примеры: Пандемия, Ханаби.

Многие коммерческие карточные игры играются вчетвером, пара на пару, а вот маджонг, при тех же четырёх игроках — игра типа «каждый за себя». Характерной коалиционной игрой являются трёхсторонние шахматы (которые одновременно могут служить примером сложности достижения баланса в коалиционной игре).
По динамике:
- Пошаговые. Игроки делают ходы в определённой последовательности, заданной правилами. Игрок может сколько угодно обдумывать очередной ход (в официальных соревнованиях может практиковаться контроль времени). Исход зависит от правильности хода, а не от скорости и быстроты реакции. Пример — Цивилизация Сида Мейера: Настольная игра.
- Динамические. Ходы делаются по желанию игроков. В них игрок может не успеть сделать ход, поспешить с ходом. Исход игры зависит не только от правильности действий, но и от реакции, быстроты действий и правильного выбора оптимального момента. Пример — лото, где одинаковые карточки могут быть у нескольких игроков, и в лучшем положении оказывается тот из них, кто успевает первым объявить об этом.

Разделение на динамические и пошаговые игры не абсолютно, есть игры с элементами того и другого подхода. Например, шведские шахматы — в них игра в каждой паре ведётся по пошаговой схеме, но зависимость между одновременно играемыми в парах партиями добавляет в игру динамическую компоненту.
По характеру игры:
- Интеллектуальные (логические, стратегические) игры. Игры, где успех игрока определяется его способностью правильно проанализировать игровую ситуацию и сделать верный ход.
- Азартные. Игры, в которых на результат влияет случайный фактор. Роль случайности может быть полностью определяющей (пример — игра в кости), но может быть и ограничена (преферанс, нарды). В последнем случае случайный фактор дополняет логическую составляющую игры, и в действиях игроков появляются два новых (по сравнению с неазартными логическими играми) элемента — суметь максимально эффективно использовать благоприятный случай и по возможности заблаговременно подготовиться к неудаче и смягчить её последствия. Такое определение азартных игр не общепринято: иногда к азартным относят только игры, в которых фактор случайности играет определяющую роль, а те игры, в которых, при наличии фактора случайности, выигрыш в значительной мере определяется умением игрока, определяют как подкласс интеллектуальных игр. По этой классификации, например, кости, рулетка или очко попадают в число азартных игр, а преферанс, покер и нарды — в интеллектуальные.
- Игры на физические способности. На результат влияет реакция, скорость движений, координация. Пример — бирюльки или Микадо, Жульбак.

По начальной позиции:
- Игры с неизменной начальной позицией. Любая партия начинается в одних и тех же условиях для каждого из игроков. При отсутствии случайного фактора игроки, точно повторяя одну и ту же последовательность ходов, в результате всегда приходят к одному и тому же результату. (Классические шахматы, го).
- Игры со случайной начальной позицией. Начальная позиция формируется с помощью какого-либо случайного процесса или выбирается случайным образом из более или менее обширного набора вариантов, возможно — с участием игроков. (Шахматы-960, практически все карточные игры).
- Начальная позиция зависит от игроков («Морской бой», «Стратего»).

С точки зрения математики
- Игры с полной информацией — игры, в которых в каждый момент времени каждый из игроков знает все возможности хода как за себя, так и за всех противников, и обладает исчерпывающей информацией о состоянии игрового поля и порядке, в котором будут делаться дальнейшие действия игроками при любом возможном продолжении игры. К играм с полной информацией относятся шахматы, го, рэндзю, шашки, тогуз коргоол, точки.
- Игры с неполной информацией — игры, в которых хотя бы один игрок хотя бы ограниченное время располагает информацией об игре, которой нет у хотя бы у одного из его соперников (морской бой), либо случайный фактор влияет на выбор хода, его результат или порядок ходов. К таким играм относится, например, игры с костями и подавляющее большинство карточных игр (преферанс, покер, бридж, нарды).

По содержанию:
- Абстрактные. Игры, прямо не связанные с реальной жизнью. Иногда возможно провести какие-то аналогии между игрой и реальными жизненными ситуациями, но прямой моделью реальности игра не является. Так, те же шахматы исходно были моделью военного сражения, но к настоящему времени аналогия шахматной партии и сражения чисто условна. Го можно трактовать как модель соревнования по освоению территории или рынка, но и это — лишь надуманная аналогия, прямого соответствия между ходами на доске и определёнными действиями в реальном мире нет. Все карточные игры являются абстрактными.
- Имитационные. Игра более или менее достоверно моделирует определённый реальный процесс, ситуацию, событие. К этой категории можно отнести все «экономические» настольные игры. Сюда же можно отнести игры, в которых имитируются реальные события в вымышленном мире, например, Warhammer 40000. В свою очередь, имитационные игры можно далее разделить по тематике:
  - Экономические конкурентные — моделирующие экономическое соревнование, борьбу за рынок, освоение территории и прочее.
  - Экономические управленческие — моделирующие некоторый объект управления (город, территорию, страну), которой необходимо управлять для достижения заданных социально-экономических результатов.
  - Военные стратегические — моделирующие военное столкновение в масштабах войны в целом, возможно — с имитацией элементов экономики воюющих государств. Элементарным подразделением, доступным для управления в подобных играх, может быть воинское соединение типа полка, бригады или дивизии.
  - Военные тактические — моделирующие военное столкновение в масштабе конкретного боя, сражения на ограниченной территории. Минимальной «единицей управления» здесь обычно бывает отделение, взвод, рота, конкретная боевая машина и т. д.
  - И так далее…

По области использования:
- Для досуга, развлечения
- Для общения, коммуникации
- Азартные, соревновательные
- Головоломки, для разминки мозгов
- Обучающие, тренинговые, образовательные